# بريندا خان
بريندا خان (بالإنجليزية: Brenda Kahn)‏ هي ملحنة ومغنية مؤلفة ومغنية أمريكية، ولدت في 3 مايو 1967.

## وصلات خارجية
- الموقع الرسمي
- بريندا خان على موقع ميوزك برينز (الإنجليزية)
- بريندا خان على موقع ديسكوغز (الإنجليزية)